# Animal Crossing: Happy Home Designer
Animal Crossing: Happy Home Designer (どうぶつの森：ハッピーホームデザイナー, Dōbutsu no Mori: Happī Hōmu Dezainā) é um jogo de sandbox desenvolvido e publicado pela Nintendo, com assistência da Monolith Soft, para o Nintendo 3DS. Foi lançado no Japão em 30 de julho de 2015, na América do Norte em 25 de setembro de 2015, na Europa em 2 de outubro de 2015 e na Austrália em 3 de outubro de 2015. O jogo é um derivado da série Animal Crossing onde o jogador deve projetar casas para diversos personagens antropomórficos. O jogo recebeu críticas mistas no lançamento.

## Jogabilidade
Animal Crossing: Happy Home Designer diminui as mecânicas de simulação de comunidade utilizadas nos jogos principais da série Animal Crossing em favor de focar na projeção de casas; os jogadores trabalham como empregados da Nook's Homes, projetando casas para outros animais aldeões de acordo com as suas sugestões. À medida que o jogador progride, ele desbloqueia elementos adicionais de mobiliário que podem ser incorporados a futuras projeções. Os jogadores também podem visitar as casas que criaram.
O jogo pode ser integrado às cartas amiibo de Animal Crossing; escanear cartas permite que o personagem respectivo visite uma casa que o jogador projetou, e permite que os jogadores projetem casas para outros personagens importantes como K.K. Slider e Tom Nook.

## Recepção
O jogo possui uma avaliação agregada de 66.15% no site GameRankings e 66/100 no Metacritic, indicando "críticas mistas ou medianas". Kallie Plagge, da IGN, elogiou o jogo por sua "liberdade para ser criativo", mas notou que o jogo parecia não recompensar o jogador, às vezes. Similarmente, Damien McFerran, da Nintendo Life, sentiu que "o grande volume de conteúdo era estupefaciente", mas foi crítico da "falta de qualquer desafio real". Daniella Lucas, da GamesRadar, elogiou a quantidade de opções de mobília, mas criticou a falta de desafio e de liberdade do jogo.
Jeff Cork, da Game Informer, deu ao jogo um 5 de 10, dizendo que ele é "um mergulho profundo no ordinariamente raso leque de opções de projeção de casas de Animal Crossing, mas sem os elementos de vila que tornam a série um sucesso". Justin Haywald, da GameSpot, também deu ao jogo uma nota de 5 de 10, dizendo que "com o que está no jogo, Happy Home Designer seria um conteúdo descarregável incrível para New Leaf: ele revigora os controles desajeitados de projeção do jogo anterior, e a quantidade de novos itens teria dado mesmo aos fãs hardcore uma razão para revisitar a sua provavelmente neglicenciada vila. Mas como uma experiência independente, não importando quantas casas felizes eu projete, a vila parece vazia."

### Vendas
Durante a semana de lançamento do jogo no Japão, ele foi o jogo mais vendido na região, com 522.556 cópias vendidas. Até março de 2016, as vendas totais no Japão já haviam ultrapassado a marca de 1,48 milhão de cópias, totalizando cerca de 3,04 milhões de cópias vendidas mundialmente.